# اكزولن (اداوعزا ازلا)
اكزولن هو دُوَّار يقع بجماعة إذا وعزا، إقليم الصويرة، جهة مراكش آسفي في المملكة المغربية. ينتمي الدوّار لمشيخة اداوعزا ازلا التي تضم 4 دواوير. يقدر عدد سكانه بـ 953 نسمة حسب الإحصاء الرسمي للسكان والسكنى لسنة 2004.

## روابط خارجية
- البوابة الوطنية للجماعات الترابية
- المندوبية السامية للتخطيط